# Магелланова протока
Магелланова протока (ісп. Estrecho de Magallanes) — судноплавний морський шлях на півдні Чилі, який розділяє материкову частину Південної Америки на півночі та Вогняну Землю на півдні, найважливіший природний прохід між Атлантичним і Тихим океанами. Довжина протоки — 574 км, ширина від 2,2 до 45 км; глибина від 20 м. Найбільший порт — Пунта-Аренас (Чилі).
Протока названа на честь португальського мореплавця Фернана Магеллана, який під час своєї навколосвітньої подорожі став першим європейцем, що провів корабель крізь цю протоку 21 жовтня — 28 листопада 1520 року. Спочатку вона мала назву Estrecho de Todos los Santos («Протока Всіх Святих»). Невдовзі король Іспанії, імператор Карл V Габсбург, який спонсорував цю експедицію, змінив її назву на Магелланова — на честь Фернана Магеллана.
Протока небезпечна через численні підводні скелі, мілини, шторми, часті вузькі місця та непередбачувані вітри та течії зі швидкістю до 25 км/год. Під час проходження протоки є обов'язковим морське супроводження. Магелланова протока коротша і більш захищена, ніж протока Дрейка — маршрут у відкритому морі навколо мису Горн, де постійно спостерігаються штормові вітри та айсберги. До побудови Панамського каналу Магелланова протока разом із протокою Бігля була одним із небагатьох морських шляхів між Атлантичним і Тихим океанами.

## Історія

### Судноплавство корінних народів
Землі, прилеглі до Магелланової протоки, були заселені корінними американцями щонайменше 13 000 років тому. У ті часи в цьому регіоні водилися місцеві малі коні (Hippidion), гігантські лінивці (мілодони), шаблезубі коти (смілодони), вимерлий підвид ягуара патагонські пантери (Panthera onca mesembrina), короткоморді ведмеді (Arctotherium), верблюдоподібні макраухенії, лисицеподібні Dusicyon avus та представники триби Lamini, зокрема вікуньї та гуанако, які збереглися донині. У деяких місцях, як-от Куева-дель-Медіо (Cueva del Medio), знайдено свідчення того, що на мілодонів, малих конів і Lamini полювали.
Історично відомі корінні етнічні групи навколо протоки — це кавашкар, теуелче, селкнам та ягани. Кавашкари жили в західній частині північного узбережжя протоки. На схід від них жили теуелче, їхня територія простягалася на північ до Патагонії. На південь від теуелче на іншому березі протоки жили селкнам, вони населяли більшу частину східної частини Вогняної Землі. На захід від селкнам жили ягани, які населяли найпівденнішу частину Вогняної Землі.
Усі племена цього регіону були кочовими мисливцями й збирачами. Єдиною неморською культурою серед них були Теуелче: узимку (це тепла пора року в Південній півкулі) вони ловили рибу та збирали молюсків уздовж узбережжя, а влітку переходили в південні Анди на полювання. До кінця XIX століття племена цього регіону мало контактували з європейцями. Пізніше завезені європейцями хвороби знищили частину корінного населення.
Можливо, у ранньому голоцені (бл. 9000 років тому) Вогняна Земля й острів Рієско з'єднувалися з материком. Згідно з легендами селкнам, записаними салезіанським місіонером Джузеппе Марією Бовуаром (Giuseppe María Beauvoir), вони прибули на Вогняну Землю суходолом, а пізніше не змогли повернутися на північ, оскільки море затопило переправу. Вважається, що міграція селканів на Вогняну Землю витіснила споріднений немореплавний народ ауш, який колись займав більшу частину головного острова. Вважається також, що селкнам, ауш і теуелче — це культурно й лінгвістично споріднені народи, фізично відмінні від мореплавних.
Згідно з селкнамським міфом, протока була створена разом із протокою Бігля й озером Фаньяно рогатками, що впали на землю під час битви Таїна з відьмою, яка, за переказами, «зберегла воду і їжу».

### Експедиція Фернана Магеллана

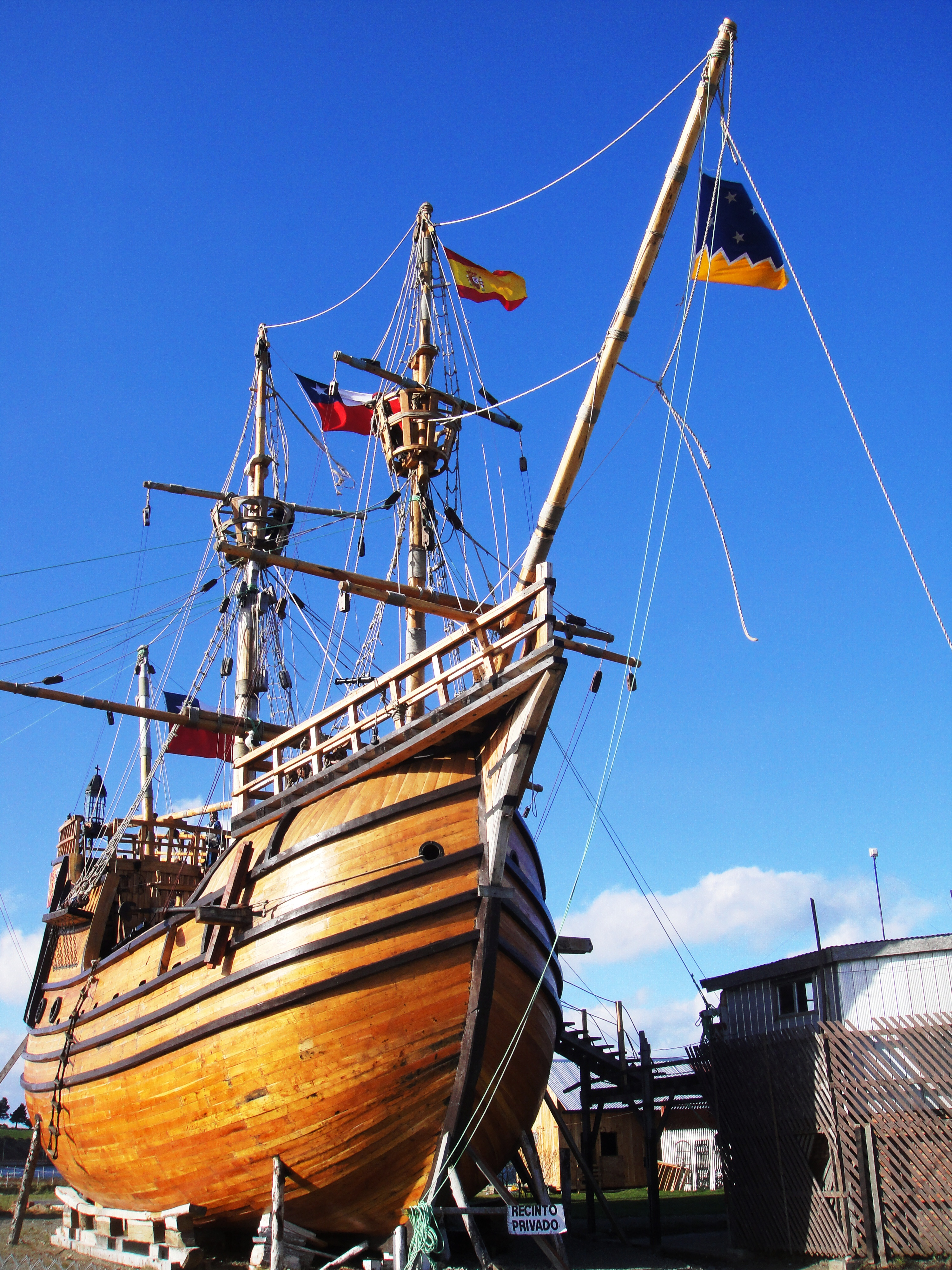
Копія «Вікторії», одного з кораблів Магеллана, в музеї «Нао Вікторія», Пунта-Аренас, Чилі.

Першими європейцями, які прибули в цю місцевість, вочевидь, були учасники навколосвітньої подорожі Фернана Магеллана. У доповіді Антоніу Гальвао 1563 року згадуються ранні карти, на яких позначена протока, названа «Хвіст дракона» — це зумовило припущення, що були й більш ранні контакти, але його, як правило, не беруть до уваги.
Магеллан очолив експедицію, перебуваючи на службі іспанського короля, імператора Карла V, і маючи намір досягти Островів прянощів. Його кораблі стали першими, які пройшли протокою в 1520 році. До складу експедиції входили п'ять кораблів:
- «Тринідад[en]» (110 тонн, 55 членів екіпажу) під командуванням Фернана Магеллана;
- «Сан-Антоніо» (120 тонн, 60 членів екіпажу) під командуванням Хуана де Картахена[en];
- «Консепсьйон» (90 тонн, 45 членів екіпажу) під командуванням Гаспара де Кесада[en] (боцманом був Хуан Себастьян Елькано);
- «Ла Вікторія» (85 тонн, 42 члени екіпажу) під командуванням Луїса де Мендоси[en];
- «Ла Сантьяго» (75 тонн, 32 члени екіпажу), під командуванням Жуана Родрігіша Серрана.

Перед проходженням протоки (і після заколоту в Пуерто-Сан-Хуліані) капітаном «Сан-Антоніо» став Альваро де Мескіта, а капітаном «Вікторії» — Дуарте Барбоза. Пізніше Серран став капітаном «Консепсьйона», а «Сантьяго», відправлений на пошуки проходу, потрапив у шторм і зазнав аварії. «Сан-Антоніо», якому доручили дослідити протоку Магдалена, не повернувся до решти кораблів, а натомість попрямував назад до Іспанії під командуванням Ештевана Гоміша, який позбавив влади капітана Мескіту та ув'язнив його.

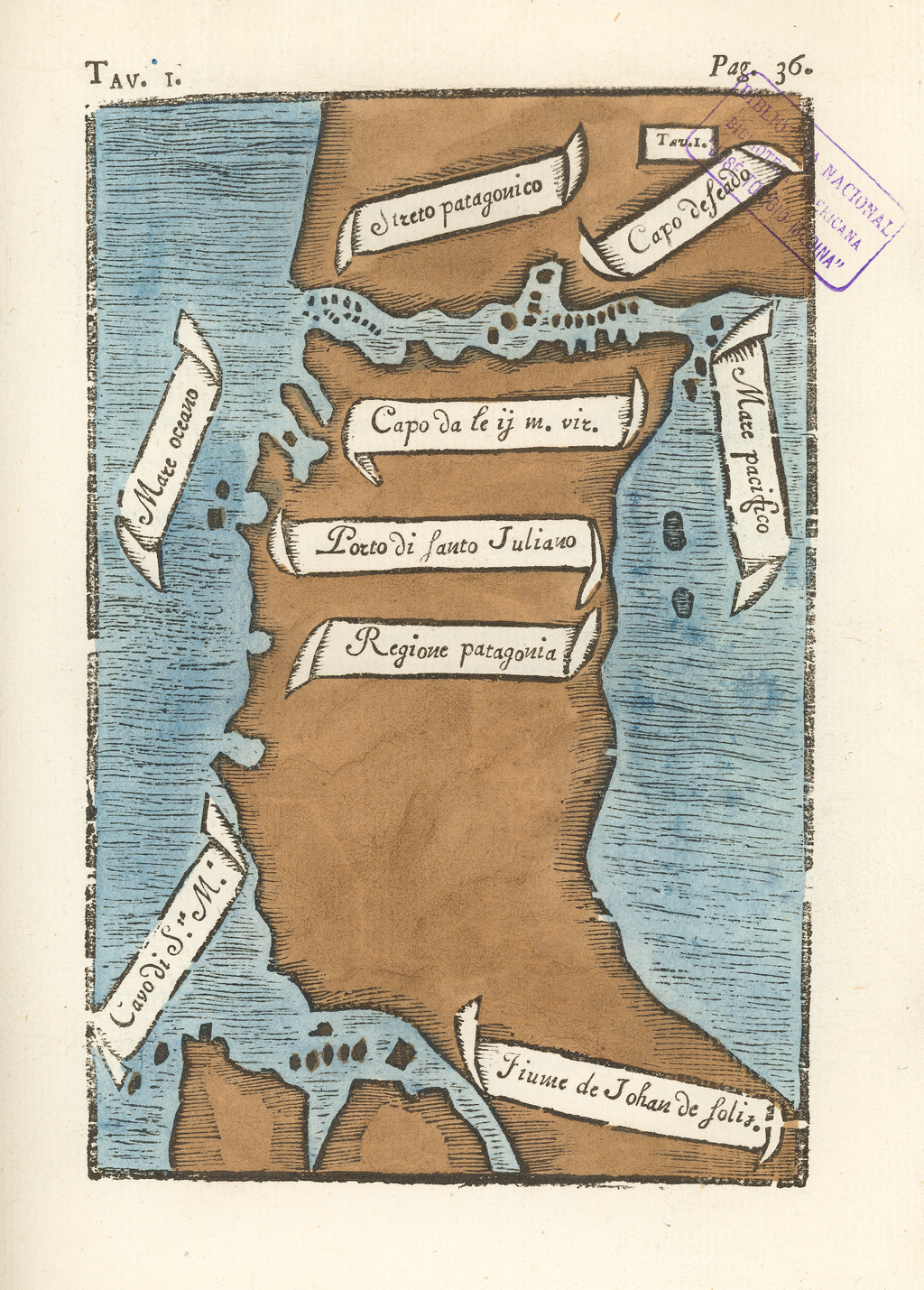
Перша карта Магелланової протоки, 1520 рік

Кораблі Магеллана увійшли в протоку 1 листопада 1520 року, у День усіх святих. Магеллан назвав її Протокою всіх святих (Estrecho de Todos los Santos) і встановив прапор, щоб заявити права на цю землю від імені короля Іспанії. Літописець Магеллана Антоніо Пігафетта назвав її Патагонською протокою, а інші — протокою «Вікторії», на честь першого корабля, які до неї увійшов. Протягом семи років протоку називали Протокою Магеллана (Estrecho de Magallanes) на честь Магеллана. Іспанська імперія та Генерал-капітанство Чилі вважали протоку південною межею своєї території.

### Дослідження XIV століття після Магеллана

Вид на капітуляції, надані Карлом V, імператором Священної Римської імперії у 1534 році

У 1530-х роках Карл V розділив Південну Америку, зокрема й усю її південну частину, на низку наділів і віддав її різним конкістадорам. За королівським листом від 24 січня 1534 року Магелланова протока і територія на південь від неї відійшла Педро Санчесу де ла Хосу.
Чилійський конкістадор Педро де Вальдивія домігся від Карла V поширення свого правління на північні береги протоки. Тим часом Санчеса де ла Хосу стратив у Чилі Франсиско де Вільягра, один із людей Вальдивії.
На першій карті Тихого океану, Maris Pacifici (1589), протока зображена як єдиний шлях між Атлантичним і Тихим океанами.

#### Роль Магелланової протоки в іспанському завоюванні Чилі
Сучасники по-різному оцінювали значення протоки. Деякі європейці усвідомлювали її стратегічне положення для полегшення торгівлі з далекими країнами. Антоніо Пігафетта, схоже, вважав свою подорож через цю територію неповторним подвигом, натомість конкістадор Педро де Вальдивія у своєму листі до Карла V вказував на загрозу того, що через цю протоку могли прибути конкістадори-суперники й оскаржити його претензії.
Щоб зміцнити свої претензії перед королем, у 1544 році Вальдивія доручив капітану Джованні Баттісті Пастене дослідити узбережжя від Вальпараїсо до Магелланової протоки і призначив в експедицію свого особистого секретаря Хуана де Карденаса (Juan de Cárdenas), наказавши тому скласти письмовий звіт про знайдені землі. Хоча експедиція Пастене досягла лише 41-ї паралелі південної широти, що досить далеко від протоки, вона відкрила затоку Сан-Педро та гирло річки Вальдивія, де Вальдивія згодом заснував місто, назване на його честь. Оскільки Вальдивія підтвердив свої претензії, у своєму листі 1548 року до Ради Індій він згадує про можливість налагодження контактів через протоку між Чилі та Севільєю.
Другим капітаном, який пройшов протокою, був Гарсія Хофре де Лоайса; він також відкрив, що Вогняна Земля — це острів. Затим Вальдівія відправив досліджувати протоку Франсіско де Ульоа, що мало полегшити навігацію з Іспанії до Чилі. У жовтні 1553 року Ульоа відплив з міста Вальдивія у складі першої експедиції, яка увійшла в протоку із заходу. Ульоа досягнув Вудс-Бей (Woods Bay), але опинившись між крутими берегами й зіткнувшись із нестачею провізії, а також побоюючись застрягнути в протоці взимку, він розвернувся і в лютому 1554 року повернувся до чилійських портів.
Сам Вальдивія так і не дійшов до протоки: у 1553 році він загинув під час спроби завоювати Арауканію, приблизно за 1600 км на північ від протоки.
У жовтні 1557 року губернатор Чилі Гарсія Уртадо де Мендоса відправив на південь ще один дослідницький загін із 70 осіб під командуванням Хуана Ладрільєро. Дослідникам було доручено скласти карту узбережжя та дослідити флору, фауну й етнографію регіону. 16 серпня 1558 року Ладрільєро вийшов в Атлантичний океан, ставши першим мореплавцем, який перетнув Магелланову протоку в обох напрямках.
Іспанська колонізація південних територій у Чилі припинилася після завоювання архіпелагу Чилое в 1567 році. Вважається, що іспанці не мали стимулів для подальших завоювань на південь. Місцеве населення було нечисленним і не брало участі в осілому сільськогосподарському житті іспанців; крім того, подальшу експансію міг стримувати також суворий клімат фіордів і проток Патагонії. Навіть у Чилое іспанці зіткнулися з труднощами і були змушені відмовитися від своєї початкової економічної моделі, заснованої на видобутку золота та «іспано-середземноморському» сільському господарстві.

#### Спроба Іспанії колонізувати Магелланову протоку
У 1578 році Магелланову протоку перетнув англійський мореплавець Френсіс Дрейк, породивши страх на тихоокеанському узбережжі, що тепер його напад неминучий. Щоб заблокувати прохід, віцекороль Перу Франсіско де Толедо відправив до неї ескадру з двома кораблями під командуванням Педро Сарм'єнто де Гамбоа. Вони ретельно досліджували протоку, вистежуючи англійських загарбників та одночасно оглядаючи місця для майбутніх фортець.
Пігафетта описував протоку як гостинну місцевість із численними зручними бухтами, «кедровою» деревиною та великою кількістю молюсків і риби.
У 1584 році Педро Сарм'єнто де Гамбоа заснував у протоці дві колонії: Номбре-де-Хесус та Сьюдад-дель-Рей-Дон-Феліпе. Остання була заснована на північному березі протоки з 300 поселенцями. Тієї зими вона стала відома як Пуерто-дель-Амбре («Місто голоду»), оскільки більшість поселенців померли від холоду або голоду. Сер Томас Кавендіш, висадившись на цьому місці в 1587 році, знайшов лише руїни колишнього поселення.
Неспроможність іспанців колонізувати Магелланову протоку зробила архіпелаг Чилое ключовим у захисті західної Патагонії від іноземних вторгнень. Відновлене у 1645 році місто Вальдивія та архіпелаг Чилое виконували роль вартових та центрів, де іспанці збирали розвідувальні дані з усієї Патагонії.
У 1599 році п'ять кораблів під командуванням Симона де Кордеса і його лоцмана Вільяма Адамса подолали протоку за чотири місяці; Себальд де Веерт повернувся, не пройшовши її до кінця.

### Дослідження в XVII столітті
У 1616 році голландські мандрівники, серед яких були Віллем Схаутен і Якоб Лемер, відкрили мис Горн і знайшли південний кінець Вогняної Землі. Через декілька років це відкриття підтвердила іспанська експедиція під командуванням братів Бартоломе і Гонсало де Нодаль, яка здійснила також перше плавання навколо Вогняної Землі. Наступний іспанський корабель пройде протокою лише через 150. До 1620 року, упродовж 100 років після відкриття Магелланової протоки європейцями, її перетнули щонайменше 55 кораблів, зокрема 23 іспанських, 17 англійських і 15 голландських.
Дослідження, які Джон Нарборо здійснив у Патагонії у 1670 році, спонукали іспанців відправляти морські експедиції в західну Патагонію в 1674 по 1676 роках. Під час останньої і найбільшої з них загін, відправлений до островів Євангелістів біля західного входу в протоку, очолив Паскуаль де Іріате (Pascual de Iriate). 17 лютого 1675 року поблизу цих островів зникли 16 членів загону, зокрема син Паскуаля. Ці нещасні намагалися дістатися до одного з островів, щоб установити металеву табличку, яка вказувала б на приналежність території королю Іспанії. Віцекороль Перу Балтасар де ла Куева віддав наказ урядам Чилі, Чилое та Ріо-де-ла-Плата дізнатися про долю людей, які зникли на островах Євангелістів. Однак жодної інформації про їхню долю не з'явилося, і є припущення, що човен розбився під час того ж шторму, який змусив решту групи покинути цей район. Загалом у ньому загинуло 16—17 осіб. До 1676 року чутки про англійські бази в Західній Патагонії розвіялися, але того ж року з'явилися нові чутки про те, що Англія готує експедицію для заселення Магелланової протоки. Фокус іспанської уваги щодо відбиття попередніх англійських поселень змістився з тихоокеанського узбережжя Патагонії на Магелланову протоку та Вогняну Землю. Такий перехід означав, що до будь-якого англійського поселення Іспанія могла підійти суходолом з півночі, чого не можна було сказати про острови в західній Патагонії.
У лютому 1696 року Магелланової протоки досягла перша французька експедиція під командуванням Жана-Батіста де Геннеса. Її перебіг описав французький дослідник, інженер і гідрограф Франсуа Фроже у своїй книзі Relation d'un voyage («Розповіді про подорож», 1699).

### Дослідження у XVIII столітті
У XVIII столітті подальші дослідження Магелланової протоки проводили англійські дослідники Джон Байрон і Джеймс Кук. Французи відправили Луї Антуана де Бугенвіля та Жуля Дюмона-Дюрвіля. До 1770 року фокус потенційного конфлікту між Іспанією й Великою Британією змістився з протоки на Фолклендські острови.

### Дослідження у XIX столітті

#### Експедиції
З 1826 по 1830 рік протоку досліджував і ретельно наніс на карту Філліп Паркер Кінг, який командував британським дослідницьким судном HMS Adventure. Разом із кораблем «Бігль» Кінг обстежив складні береги навколо протоки. Звіт про дослідження був представлений на двох засіданнях Лондонського географічного товариства в 1831 році. Спираючись на результати цього дослідження, командир експедиції корабля «Бігль» Роберт Фіц-Рой запропонував створити в протоці британську базу, яка убезпечувала б подорожі між Британськими островами та Австралією.
Французька експедиція Жуля Дюмон-Дюрвіля 1837 року дослідила район Пуерто-дель-Амбре та навігаційні умови в Магеллановій протоці. У своєму звіті експедиція рекомендувала заснувати в протоці французьку колонію для підтримки майбутніх перевезень по маршруту.
З 1866 по 1869 роки тривала дослідницька експедиція до Магелланової протоки під командуванням Річарда Чарльза Мейна — він командував кораблем «Нассау». Натуралістом у цій експедиції був Роберт Олівер Каннінгем. Чарльз Дарвін звернувся до лордів Британського адміралтейства з проханням поставити Мейну задачу зібрати кілька човнів скам'янілостей вимерлих чотириногих видів. Адмірал Саліван раніше виявив напрочуд багате скупчення скам'янілих кісток неподалік від протоки. Ці рештки, очевидно, належали до більш давнього періоду, ніж колекції, зібрані Дарвіном на кораблі «Бігль» та іншими натуралістами, і тому становили великий науковий інтерес. Багато з цих скам'янілостей були зібрані за допомогою гідрографа Джорджа Генрі Річардса і передані на зберігання до Британського музею. У 1871 році Адміралтейство склало поради для мореплавців, які прямують протокою.

#### Включення у склад Чилі
Чилі заволоділа Магеллановою протокою 23 травня 1843 року. Президент Мануель Бульнес віддав наказ про спорядження цієї експедиції після консультації з чилійським лібертадором Бернардо О'Гіґґінсом, який побоювався, що протоку встигнуть окупувати Велика Британія або Франція. Перше чилійське поселення, Фуерте-Бульнес, було розташоване в лісовій зоні на північному боці протоки, і згодом було покинуте. У 1848 році далі на північ, де Магелланові ліси зустрічаються з Патагонськими рівнинами, було засновано місто Пунта-Аренас. Під час золотої лихоманки на Вогняній Землі наприкінці XIX століття через протоку від Пунта-Аренас виникло містечко Порвенір. До відкриття Панамського каналу в 1914 році воно було важливим пунктом постачання для мореплавців.
У Договорі 1881 року про кордон між Чилі й Аргентиною остання фактично визнала чилійський суверенітет над Магеллановою протокою. Раніше Аргентина претендувала на всю протоку або принаймні східну її третину. У Договорі 1984 року про мир і дружбу між Чилі й Аргентиною конфлікти між двома країнами були врегульовані, і Аргентина ратифікувала протоку як чилійську.

#### Пароплавство
У 1840 році Тихоокеанська пароплавна компанія (Pacific Steam Navigation Company) вперше використала пароплави для комерційних перевезень у Магеллановій протоці. До відкриття Панамського каналу Магелланова протока була основним маршрутом для пароплавів, які прямували з Атлантичного океану в Тихий. Її часто вважали безпечнішою, ніж протоку Дрейка, яка відокремлює мис Горн від Антарктиди: остання відома своєю непередбачуваною штормовою погодою, крім того, у ній часто зустрічаються айсберги й морський лід. Кораблі в протоці, захищеній з півдня Вогняною Землею, а з півночі узбережжям континентальної Південної Америки, перетинали її відносно легко, а Пунта-Аренас став основним портом, який забезпечував транзитні пароплави вугіллям. У звивистому руслі протоки, ширина якої коливається від 3 до 35 км, спостерігаються непередбачувані вітри й приливні течії, через що вітрильники віддавали перевагу протоці Дрейка, де в низ було більше простору для маневру).

#### XX століття— сьогодення

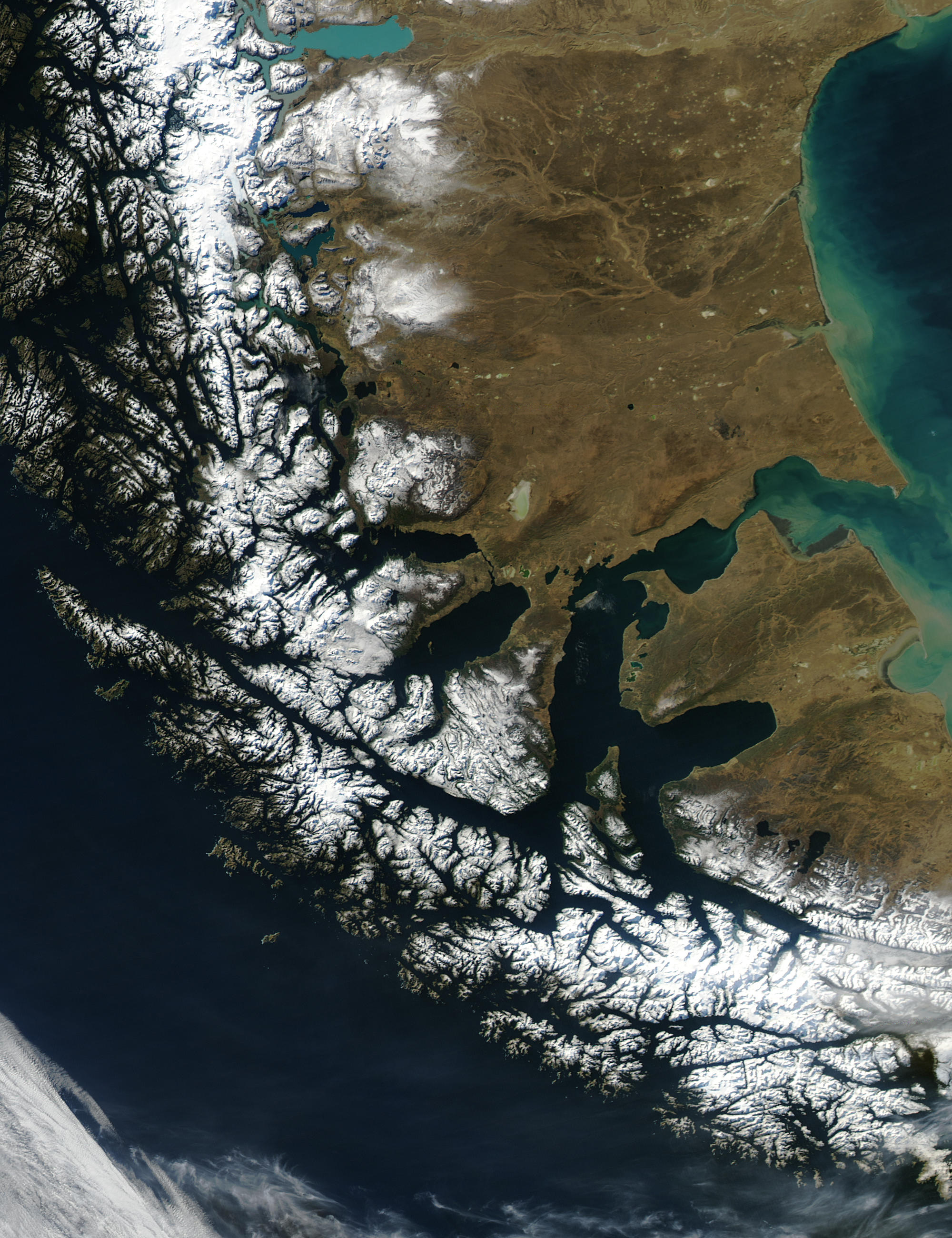
Магелланова протока, фото із науково-дослідного супутника ' (27 серпня 2003 року).

У 1900 році Джошуа Слокум став першою людиною, яка самотужки пройшла протоку на яхті, керуючи гафельним шлюпом «Спрей» під час першої одиночної навколосвітньої подорожі. У протоці йому довелося зробити 40-денну перерву через шторми та несприятливі погодні умови. Свій досвід він написав у книзі «Навколосвітня подорож вітрильником наодинці».
У 1976 році американська плавчиня на відкритій воді Лінн Кокс стала першою людиною, яка перепливла протоку управ. Майже через 40 років, 17 січня 2014 року, Хантер Райт (Hunter Wright) переплив протоку у віці 17 років і став наймолодшою людиною, яка це зробила.
У червні 2004 року американський авіаносець «Рональд Рейган» став першим атомним авіаносцем, який пройшов через протоку.

## Властивості

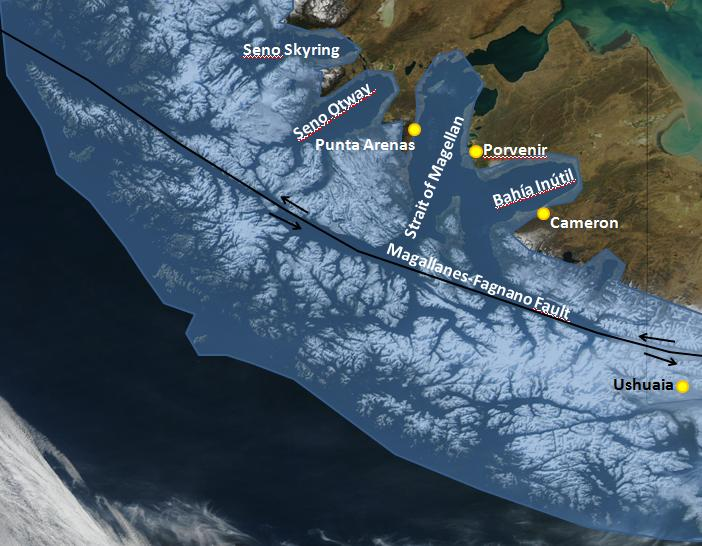
Карта, яка показує протяжність Патагонського льодовикового щита в районі Магелланової протоки під час Останнього льодовикового періоду. Деякі сучасні населені пункти позначені жовтими крапками.

Магелланова протока має довжину приблизно 570 км (310 морських миль) і ширину 2 км (1,1 морської милі) у найвужчому місці (Острів Карлоса III, на захід від мису Фроуерд). Північно-західна частина протоки з'єднана з іншими захищеними водними шляхами через протоку Сміта. За структурою ця область схожа на Внутрішній прохід на Алясці. На південь від мису Фроуерд основний судноплавний маршрут проходить через протоку Магдалена. Маршрут заплутаний, з кількома вузькими проходами, а погода тут зазвичай туманна й холодна. Він на кілька сотень миль коротший за протоку Дрейка, але вітрильники, особливо кліпери, надають перевагу останньому. Головний порт Магелланової протоки — Пунта-Аренас, це перевалочний пункт для чилійської баранини, розташований на півострові Брансвік. Свідчення складності проходу є той факт, що Магеллану довелося витратити 38 днів на його проходження.
Вхід у протоку зі сходу — це широка затока на кордоні Чилі та Аргентини між Пунта-Дунгенес на материку та Кабо-дель-Еспіріту-Санто («Мис Святого Духа») на Вогняній Землі; це кордон, визначений у Договорі 1984 року про мир і дружбу між Чилі й Аргентиною. Безпосередньо на захід розташовані Прімера Ангостура і Сегунда Ангостура, вузькі ущелини, утворені двома кінцевими моренами різного віку. Прімера Ангостура — місце найбільшого наближення острова Вогняна Земля до материкової частини Південної Америки. Далі на захід лежить острів Магдалена, частина природної пам'ятки Лос-Пінгуінос. Південна межа протоки на сході проходить спочатку по береговій лінії острова Вогняна Земля, потім по північному краю каналу Вайтсайд і береговій лінії острова Доусона.
Західна частина Магелланової протоки веде на північний захід від північного кінця протоки Магдалени до входу в протоку з боку Тихого океану. З півдня до неї прилягають острови Капітан Арасена, Кларенс, острів Святої Інеси, Десоласьйон (Кабо-Пілар) та інші острови меншого розміру. З півночі до протоки прилягають півострів Брансвік, острів Рієско, півострів Муньос Гамеро, острів Мануель Родрігес та інші дрібні острови архіпелагу Королеви Аделаїди. Двома вузькими протоками Магелланова протока з'єднується з островами Сено Отвей і Сено Скайрінг. Ширша з них, Протока Сміта, веде на північ від Магелланової протоки між півостровом Муньос Гамеро та островом Мануель Родрігес. У цьому районі розташована Морська й прибережна заповідна зона Франциско Колоана, притулок горбатих китів. Ця частина протоки лежить на видовженому розломі Магальянес-Фаньяно, який позначає межу плит між Південноамериканською плитою і плитою Скоша. Цей розлом продовжується на південь під фіордом Альмірантазго, а потім під озером Фаньяно. Можливо, у східній частині протоки можна створити нові туристичні об'єкти для спостереження за південними китами, оскільки кількість спостережень у цьому районі за останні роки зросла.
У чіткіше вираженій північно-східній течії протоки виокремлюються затоки, які мають свою географію. Затока Пекет (ісп. bahía Pecket) — мілка і майже закрита бухта в протоці, розташована біля найвужчого місця півострова Брансвік. Затока Сан-Грегоріо (ісп. bahía San Gregorio) — відкрита затока, розташована на північному узбережжі Магелланової протоки. Навпроти затоки Пекет розташована затока Генте-Гранде (ісп. bahía Gente Grande) на Вогняній Землі.

## Припливи й погода
З боку Атлантичного океану протока характеризується піврічними макроприпливами із середніми й весняними припливами висотою 7,1 і 9,0 м заввишки відповідно. З боку Тихого океану припливи змішані і переважно піврічні, із середніми й весняними припливами 1,1 і 1,2 м заввишки відповідно. У протоці є величезний потенціал припливної енергії. Протока схильна до раптових шквалів, так званих «віллі-во» (williwaw) — «раптових сильних, холодних, катабатичних поривів вітру, що дмуть із гірського узбережжя високих широт до моря».

## Топоніми
Топоніми району навколо протоки походять з різних мов, насамперед з іспанської та англійської, а деякі — з мови она, адаптованої до іспанської фонології та правопису — наприклад, Тімаукель (присілок на східному боці Вогняної Землі), Карукінка (Carukinka, кінець фіорду Альмірантазго), Аніка (Anika, протока, розташована на 54° 7' пд. ш. і 70° 30' зх. д.) та Арска (Arska, північна сторона острова Доусона).
Магеллан назвав відкриту ним протоку Протокою всіх святих, оскільки він розпочав свою подорож нею 1 листопада 1520 року, у День усіх святих (Todos los Santos). Карл V перейменував її на Магелланову протоку (Estrecho de Magallanes). Магеллан назвав острів на південній стороні протоки Вогняною Землею (Tierra del Fuego); яґани своєю мовою називали його Онаїсін (Onaisín). Крім того, Магеллан назвав індіанців, які жили на материку, патагони, і згодом землі, на яких вони проживали, стала відома як Патагонія.
Затока Кордес (Bahía Cordes) названа на честь голландського пірата Балтазара де Кордеса.
Парк Магелланової протоки, розташований за 52 км на південь від міста Пунта-Аренас, є заповідною територією площею 250 га (620 акрів).

## Маяки в протоці

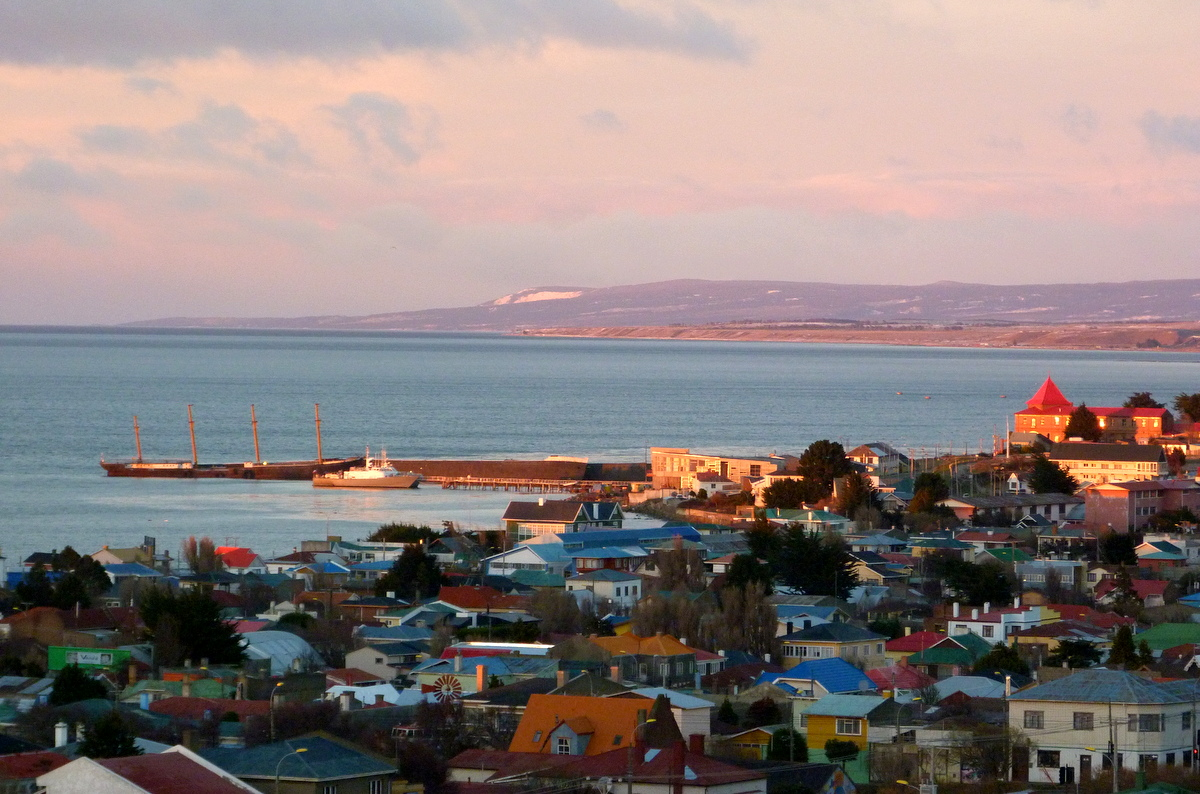
Кораблі «» і «Кавенга» використовуються в гавані Пунта-Аренас як хвилерізи.

За даними Національного агентства геопросторової розвідки США, у Магеллановій протоці нараховується 41 маяк. Деяким із них уже понад сто років, а деякі оголошені національними пам'ятниками (Monumento Nacional). Найвідоміші маяки:
- «Графство Пібблз[en]», перший у світі чотирищогловий залізний суцільнокорпусний корабель[91][92], який нині використовується як хвилеріз у гавані Пунта-Аренас.
- Маяк «Сан-Ісідро», відреставрований у 2004 році, нині переобладнаний на музей і готель[93].
- Маяк Євангелістас[en], розташований у західному гирлі протоки. Маяк збудував шотландський інженер Джордж Слайт[en]. Він писав про нього після свого прибуття в 1934 році:Я ніколи не уявляв, що побачу щось настільки дике й пустельне, як ці темні скелі, що височать посеред бурхливих хвиль. Бачити ці бурхливі круті скелі було страшно. У тьмяному світлі на горизонті виднілися великі хвилі, які потужно розбивалися в західній частині островів: таке навряд чи хтось собі уявить…[94]

Магелланова протока є одним із найпопулярніших туристичних напрямків регіону. У її водах проводять екскурсії кілька круїзних компаній, а маяки, зокрема маяк на острові Магдалини, є популярними туристичними об'єктами.

## Екологія
Навколо Магелланової протоки розташовані численні захищені природні території (S.P.: Sistema Protegido; B.N.P.: Bienes Nacionales Protegidos):
- B.N.P. Isla Carlos III
- B.N.P. Islote Rupert
- S.P. Cabo Espíritu Santo
- S.P. Cabo Froward
- S.P. Cabo Posesión
- S.P. Estepa Húmeda Kampenaiken Tres Chorrillos
- S.P. Isla Dawson
- S.P. Península Muñoz Gamero
- S.P. Reservas Biológicas de Río Cóndor
- S.P. San Gregorio
- S.P. San Juan
- S.P. Timaukel

## Магелланова протока як транспортний шлях

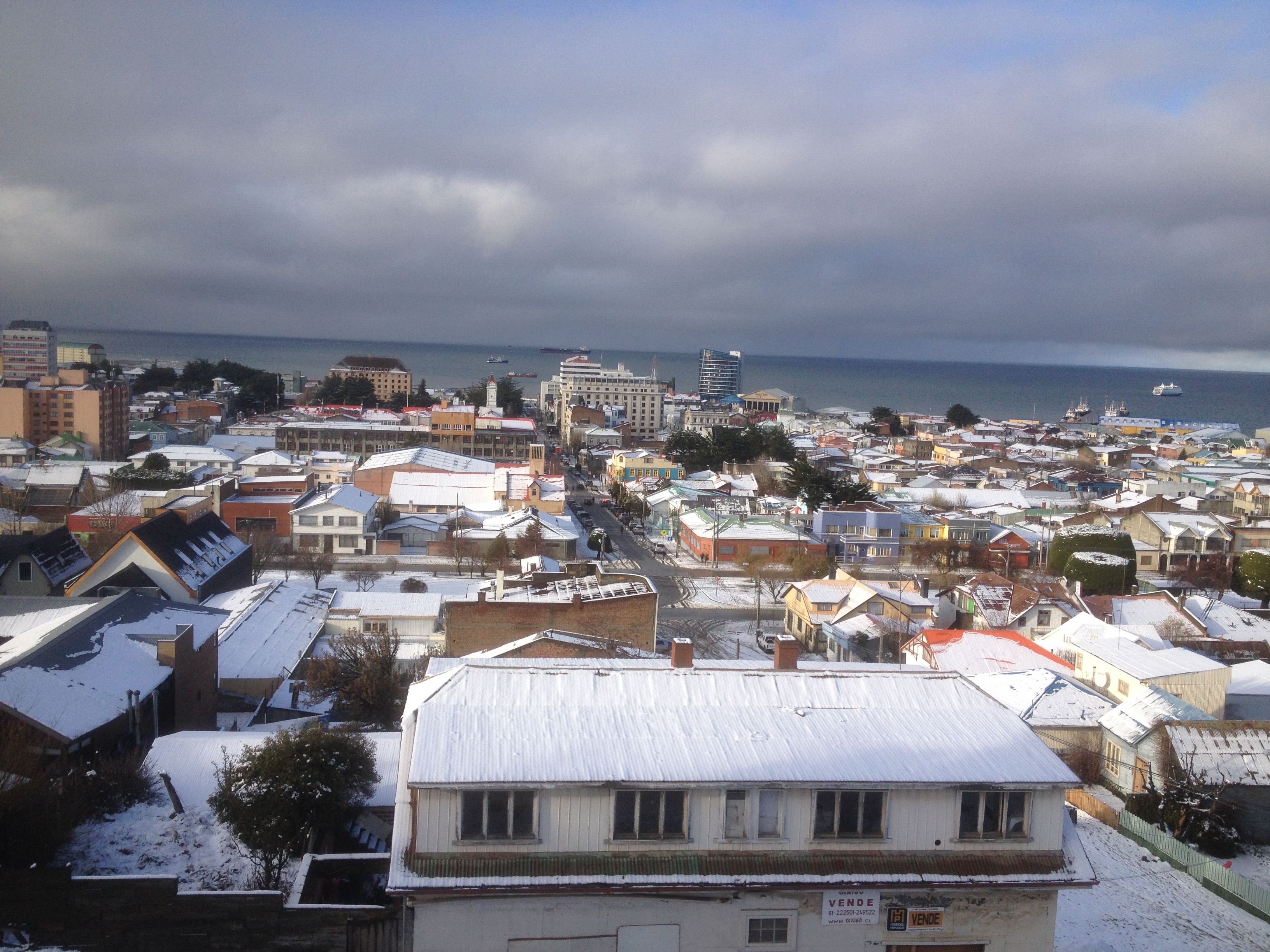
Порт Пунта-Аренас взимку.

Магелланова протока — внутрішній водний шлях, добре захищений від негоди й відкритого моря, що забезпечує безпечне судноплавство. Судна проходять протокою з Тихого океану в Атлантичний і назад, з океанів до протоки Бігля через протоки Магдалена, Кокберн, Пасо-Брекнок або Окасьон, Балленеро, О'Брайен, Пасо-Тімбалес, північно-західний рукав протоки Бігля і саму протоку Бігль в обидва боки, а також для перетину протоки з півночі на південь і назад. Це стосується всіх перевезень між Чилі та Аргентиною і містами на Вогняній Землі, Порвеніром, Серро Сомбреро, Тімаукелем, Ушуаєю та Ріо-Гранде.

У 2008 році протокою пройшло 571 чилійське судно і 1681 судно інших країн. Проходження протоки здійснюється виключно в супроводженні лоцмана. Один з органів влади зазначає:
Правила лоцманського проведення Чилійської гідрографічної й океанографічної служби («Правила») передбачають, що лоцманське супроводження через Магелланову протоку є обов'язковим.
Існує обмежена кількість винятків для місцевого руху. Питання про те, хто оплачує послуги лоцмана, неоднозначне і вимагає додаткового розгляду.

## Стан навігації
Стаття 35 Конвенції Організації Об'єднаних Націй з морського права стверджує:
Ніщо в цій частині не впливає: <…> на правовий режим проток, прохід через які повністю або частково регулюється давно діючими міжнародними конвенціями, які мають безпосереднє відношення до таких проток.
Стаття V Прикордонного договору 1881 року між Чилі й Аргентиною визначила правовий режим Магелланової протоки, а в дипломатичному листі до основних судноплавних держав у 1873 році Чилі пообіцяла свободу судноплавства через протоку та нейтралітет у ній.

## Галерея

Магелланова протока
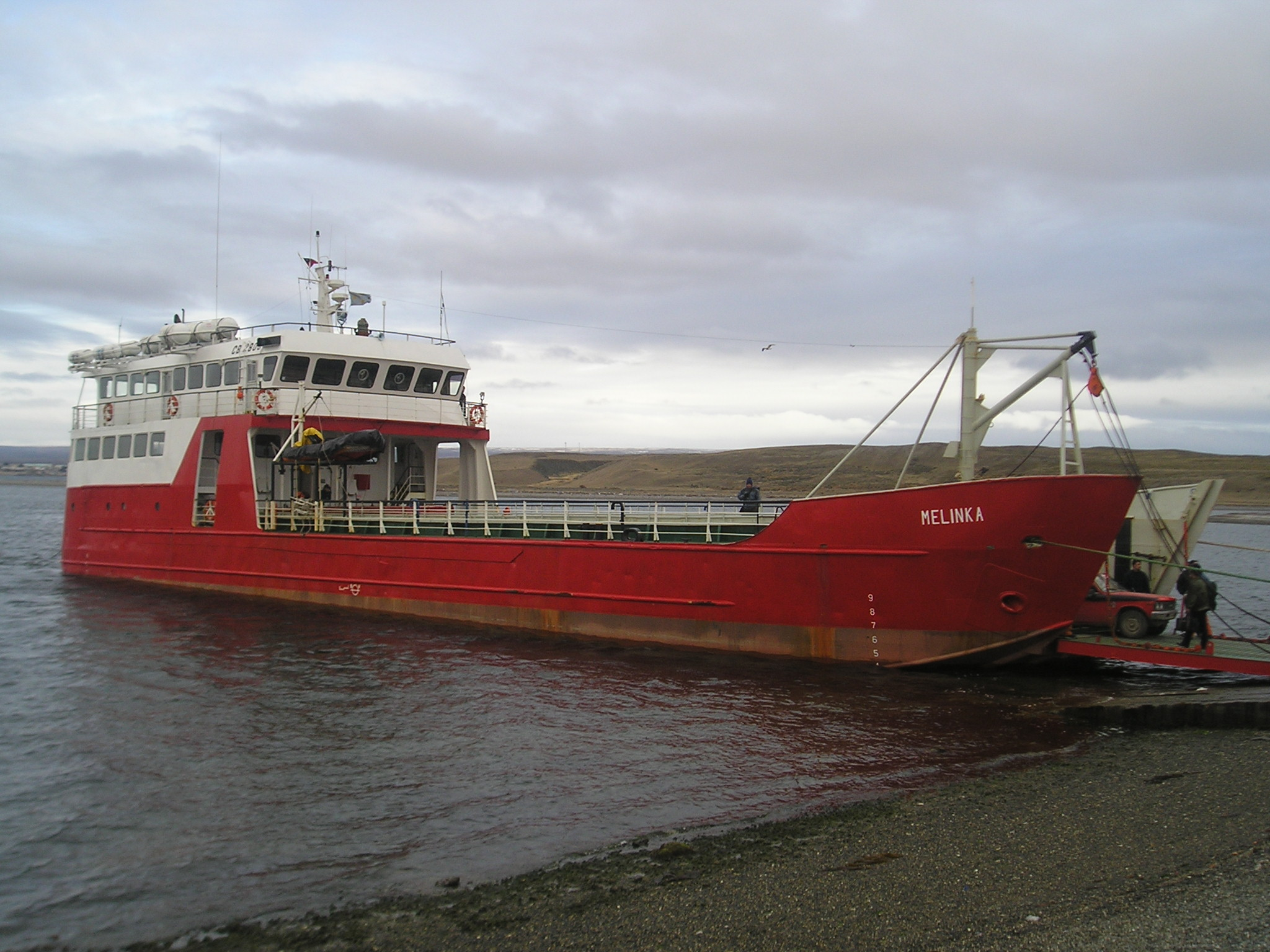
Баркас «Мелінка» в порту Порвенір, який забезпечує поромне сполучення через протоку між Пунта-Аренас і Порвеніром.
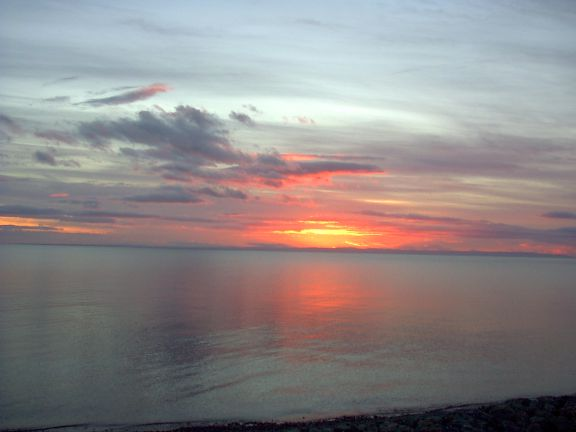
Магелланова протока на світанку.
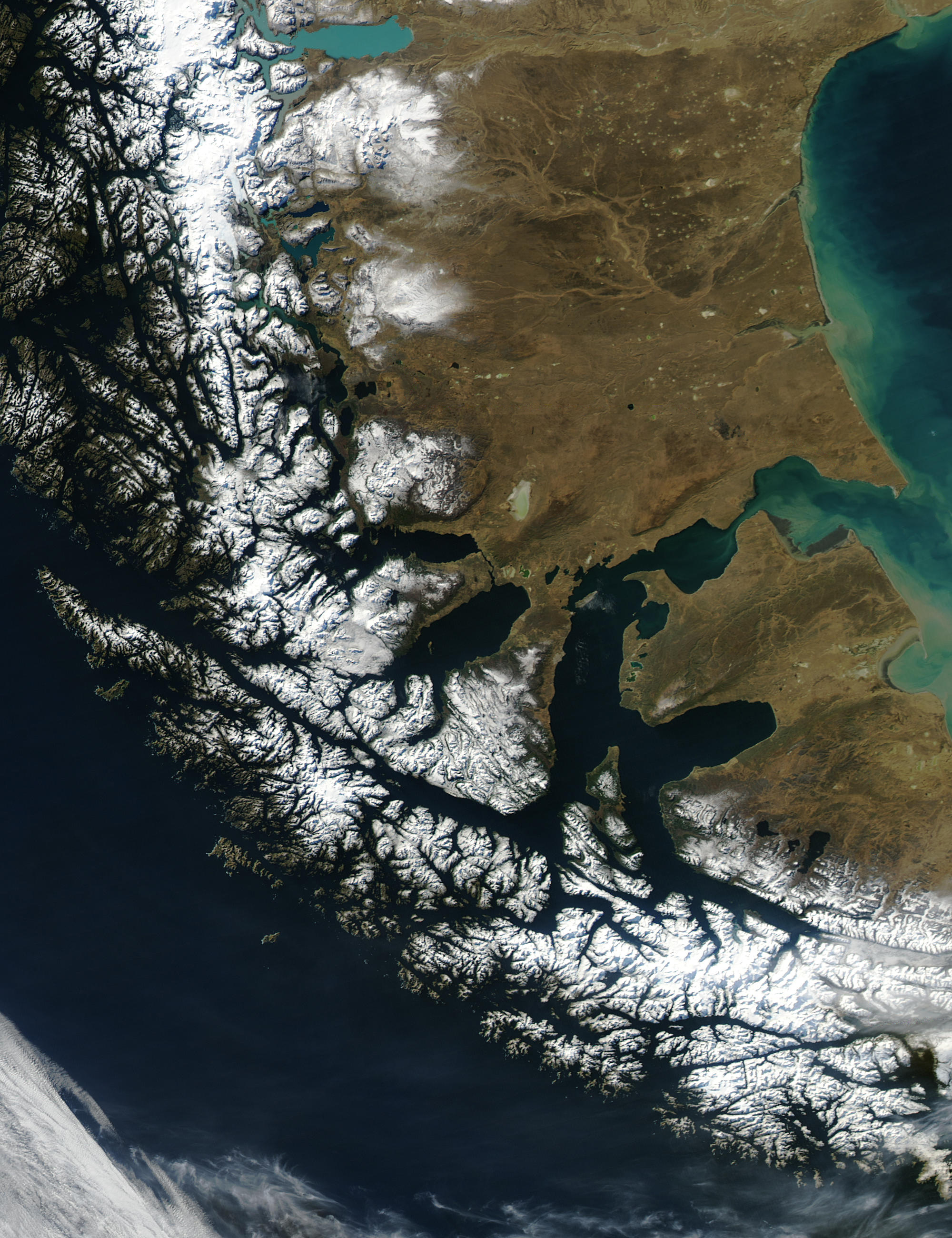
Повноколірний супутниковий знімок протоки, знятий за допомогою MODIS[en].
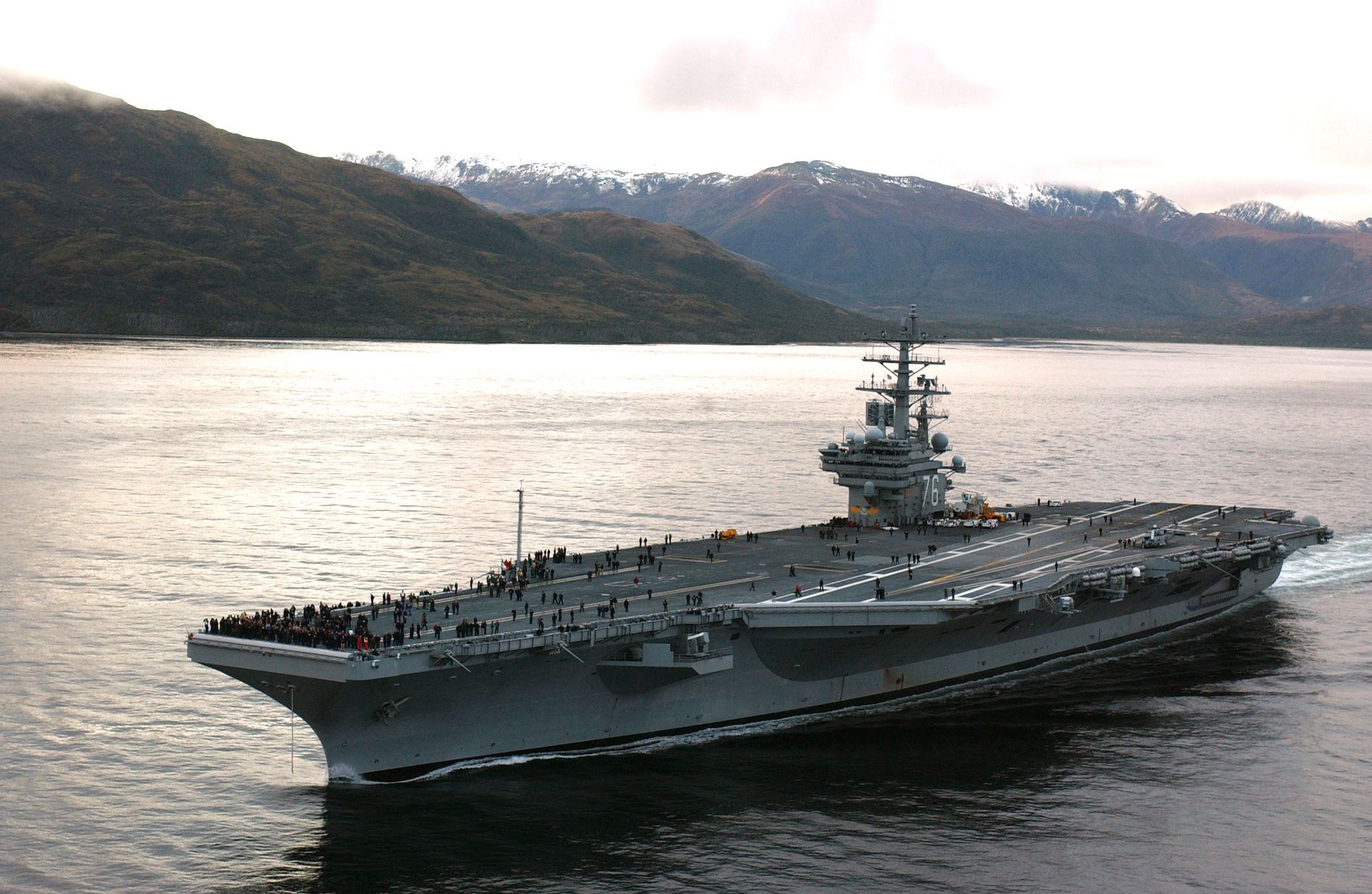
Авіаносець ВМС США «Рональд Рейган» у Магеллановій протоці.
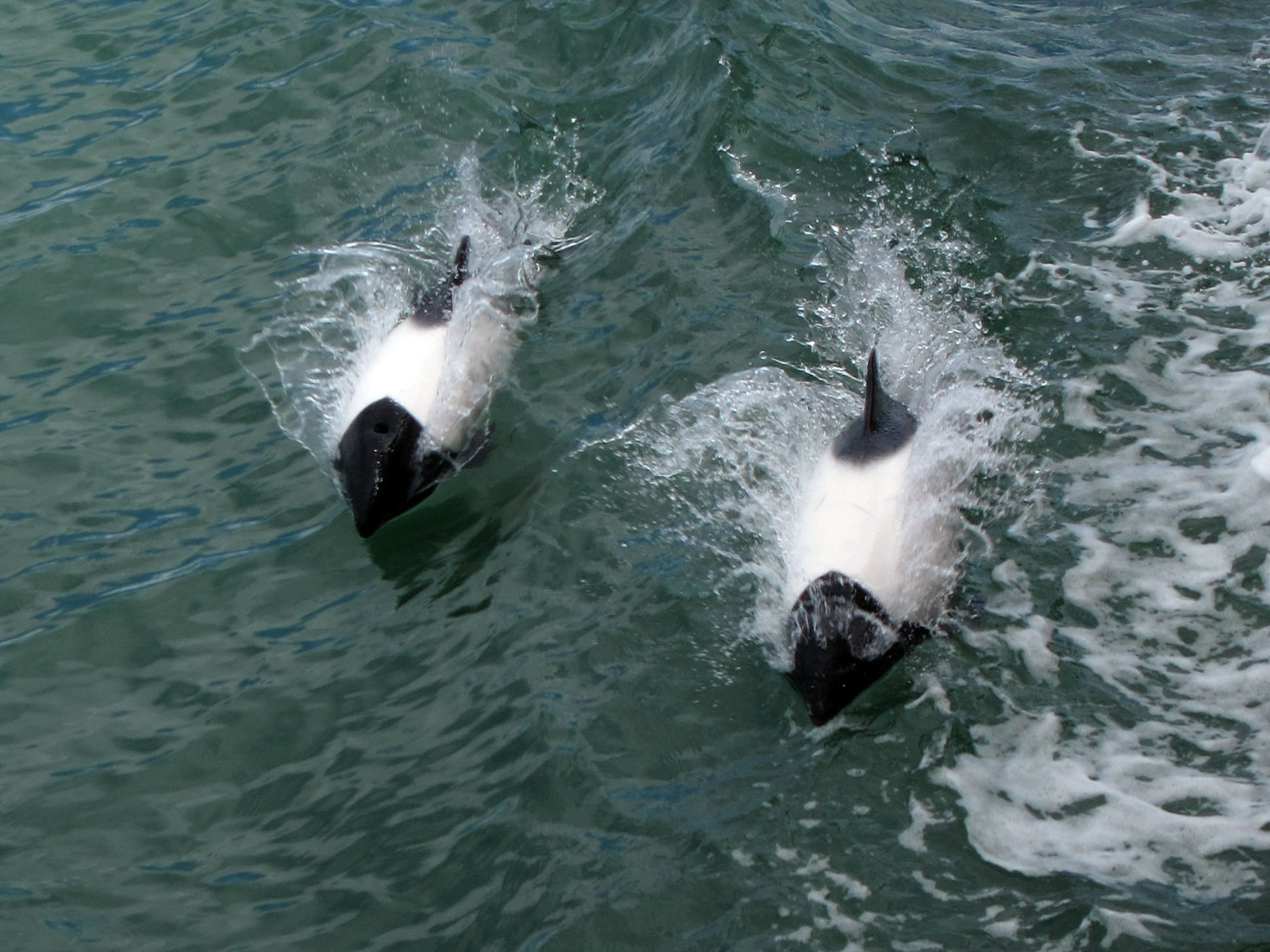
Дельфіни Коммерсона у Магеллановій протоці.
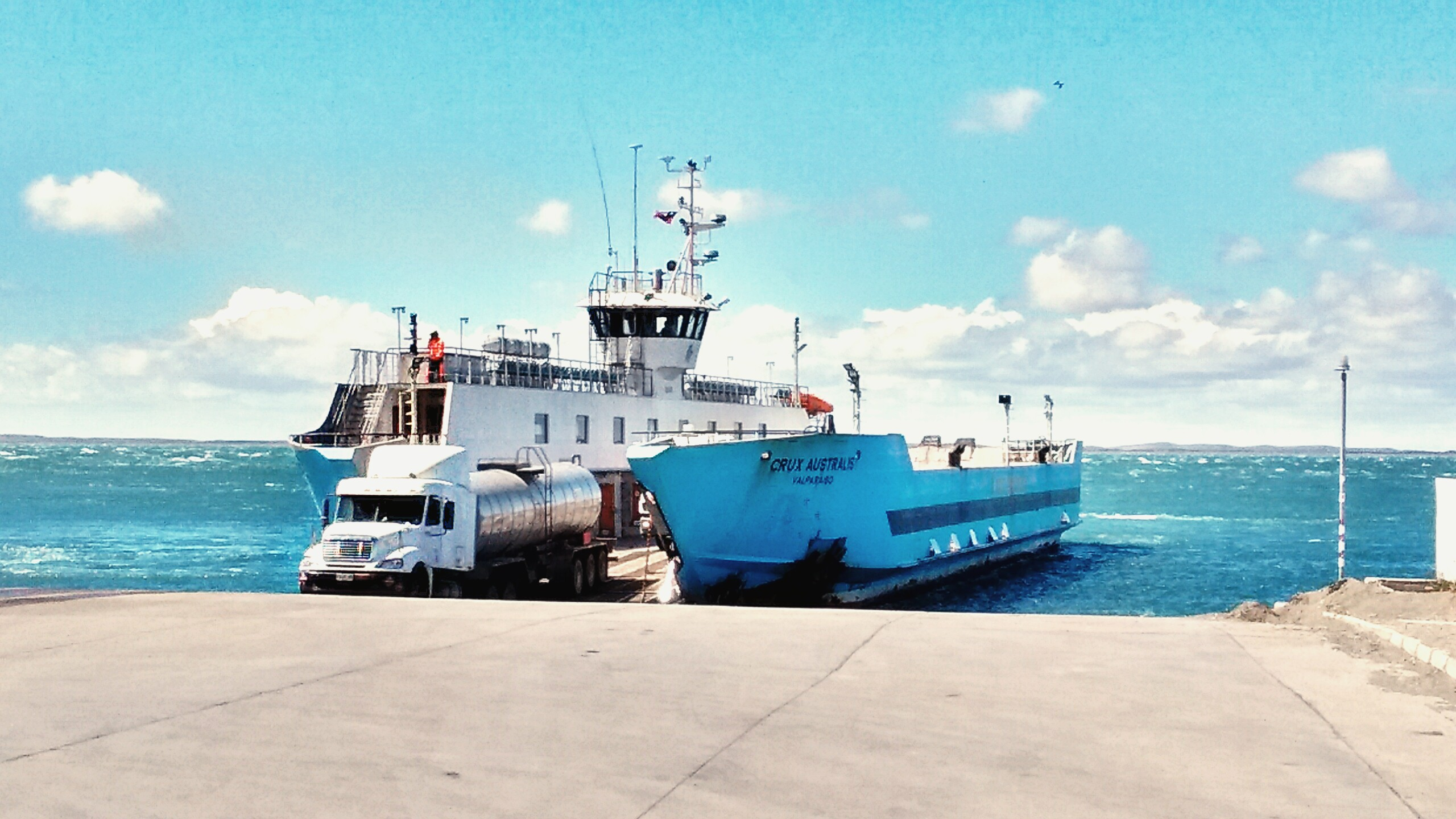
Пором у Магеллановій протоці.

## Цікаві факти
Серед моряків, що перетинають Магелланову протоку, існує традиція цілувати ногу патагонця, що сидить внизу пам'ятника Магеллану в місті Пунта-Аренас[джерело?].

### Списки
- Список антарктичних та субантарктичних островів[en]
- Список об'єктів, названих на честь Фернана Магеллана[en]
- Список островів Чилі[en]
- Список фйордів, каналів і проток Чилі[en]